# Sverdrupfjella
Sverdrupfjella är ett berg i Östantarktis. Toppen på Sverdrupfjella är 1 830 meter över havet, eller 238 meter över den omgivande terrängen. Bredden vid basen är 3,3 km. Norge gör anspråk på området.
Terrängen runt Sverdrupfjella är kuperad åt sydost, men åt nordväst är den platt.